# الشعب (مدينة البيضاء)

تعديل مصدري - تعديل

حارة الشعب هي إحدى حارات مدينة مدينة البيضاء أحد مدن محافظة البيضاء، بلغ تعداد سكانها 944 نسمة حسب تعداد اليمن لعام 2004.